# Útěchvosty
Útěchvosty (německy Autiechwost) jsou malá vesnice, část obce Podveky v okrese Kutná Hora. Nachází se asi dva kilometry severozápadně od Podvek.
Útěchvosty leží v katastrálním území Ježovice o výměře 4,93 km².

## Historie
První písemná zmínka o vesnici pochází z roku 1420.

## Další fotografie

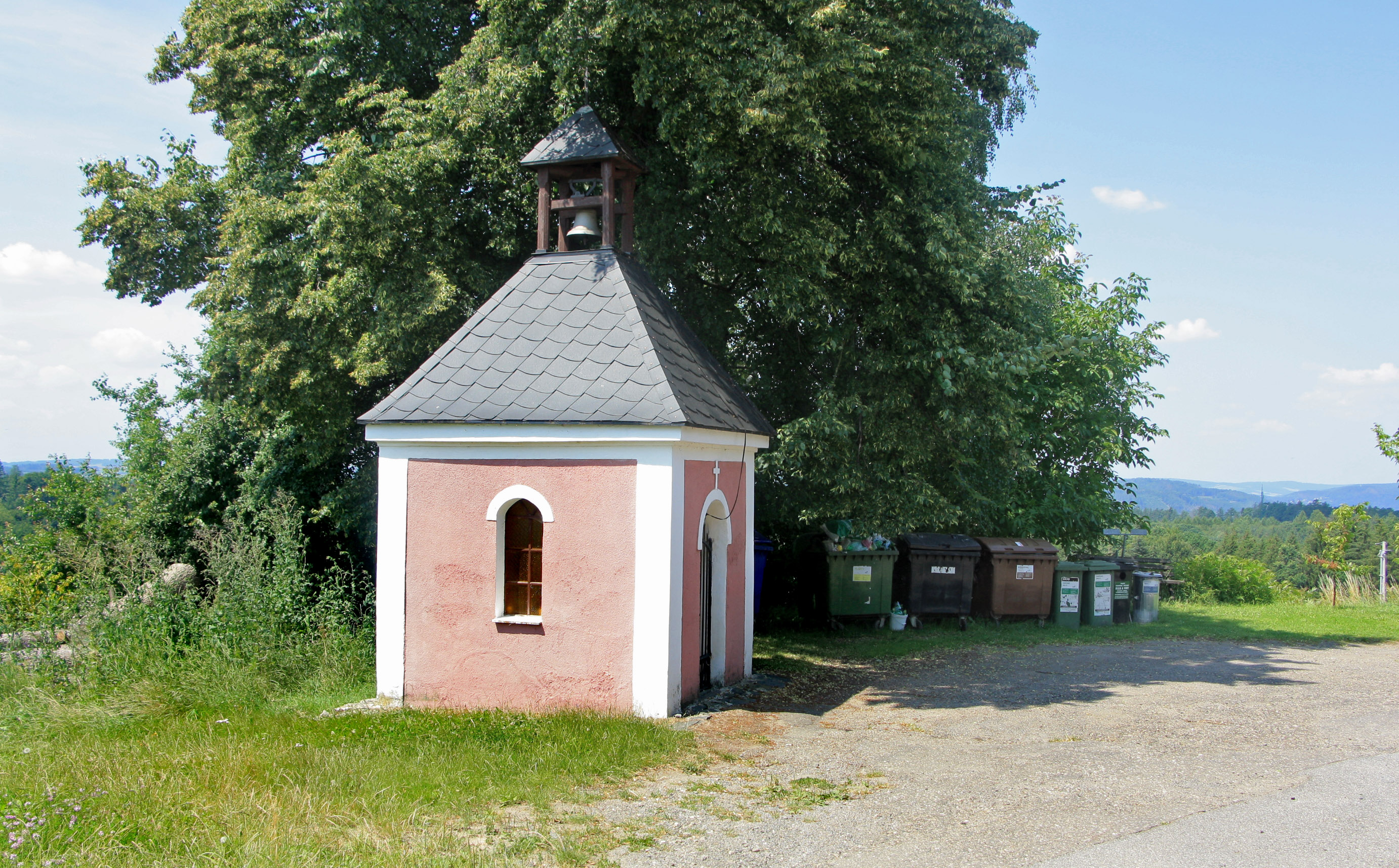
Kaplička na návsi
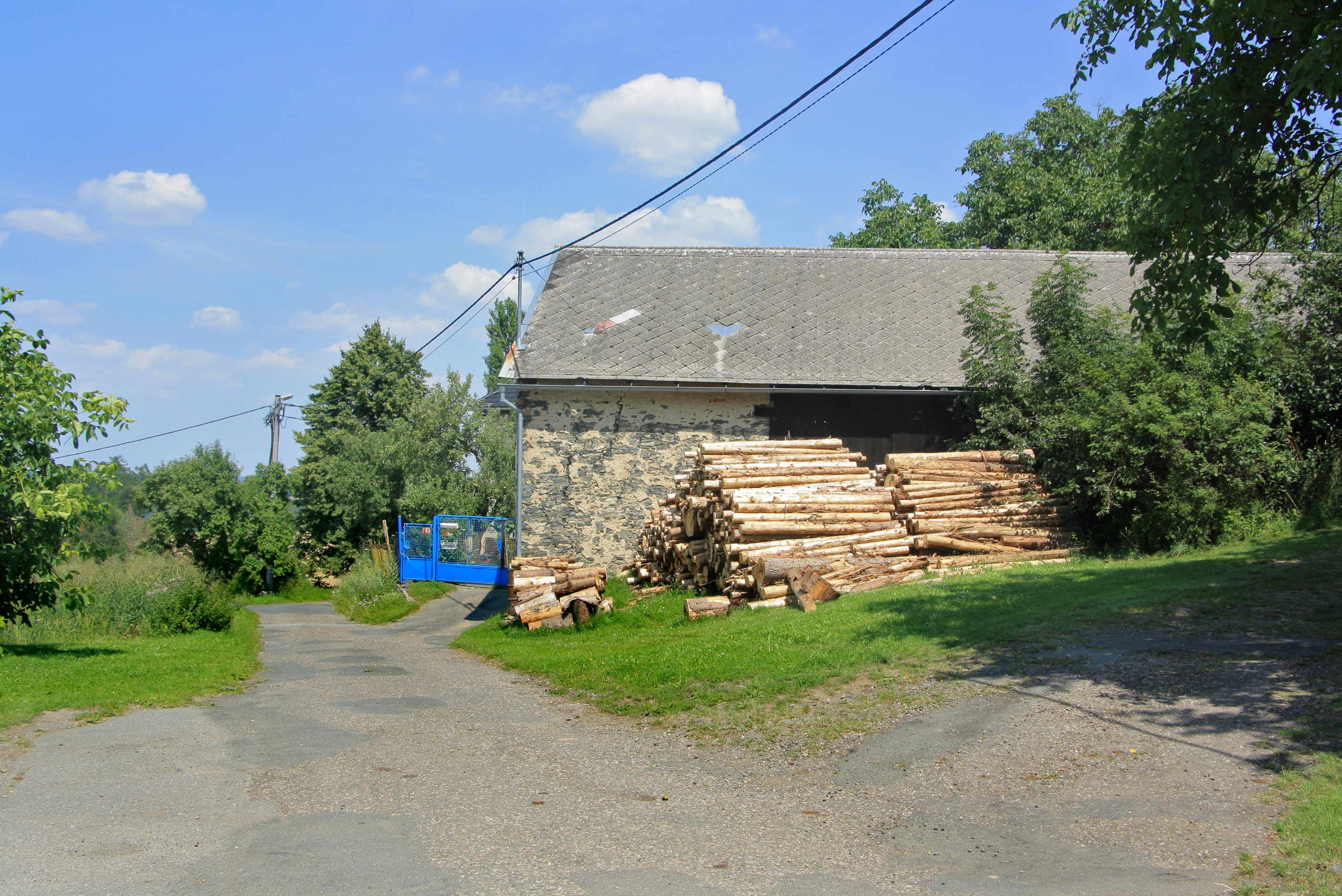
Stodola domu čp. 4
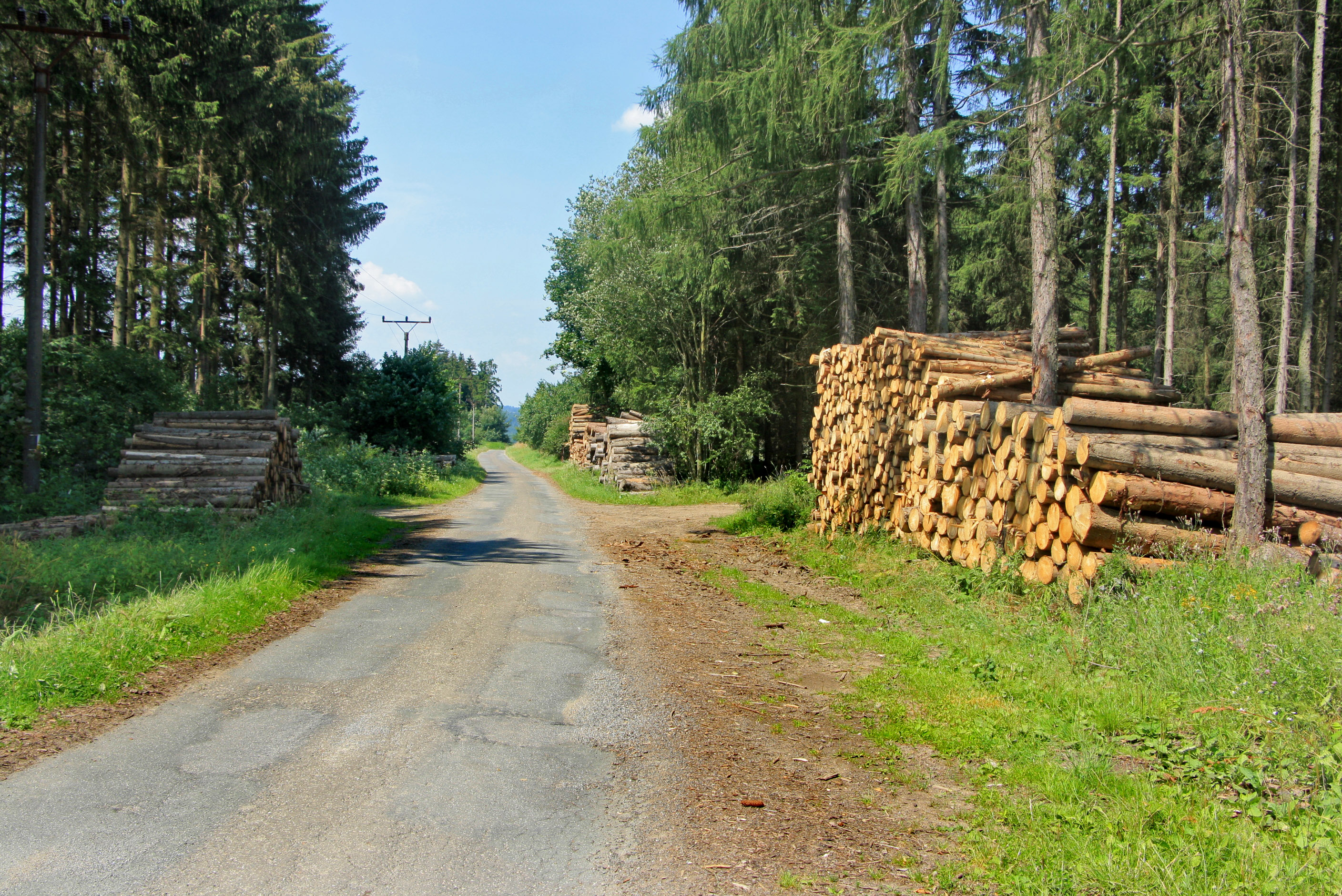
Příjezdová cesta